# Sydney Bromley
Sidney Charles Bromley, född 24 juli 1909 i London, död 14 augusti 1987 i Worthing i West Sussex, var en brittisk karaktärsskådespelare. Bromley medverkade i filmer som Saint Joan (1957), Carry On Cowboy (1965), Vampyrernas natt (1967), Drakdödaren (1981), En amerikansk varulv i London (1981) och Den oändliga historien (1984).

## Filmografi i urval
- 1945 – Kort möte
- 1957 – Saint Joan
- 1959 – Svarta museets hemlighet
- 1962 – Nattens ryttare
- 1965 – Dö, monster, dö!
- 1965 – Carry On Cowboy
- 1967 – Vampyrernas natt
- 1967 – Half a Sixpence
- 1971 – Macbeth
- 1977 – Stackars Dennis (röst)
- 1977 – Fäkta för livet!
- 1977 – Jakten efter guldskatten
- 1981 – Drakdödaren
- 1981 – En amerikansk varulv i London
- 1984 – Den oändliga historien
- 1986 – Pirater
- 1986 – Anastasia (TV-film)